# ملعب مركزي (قرشي)
الملعب المركزي هو ملعب متعدد الاستخدام يقع في قرشي عاصمة أوزبكستان. غالبًا ما يُستخدم لمباريات كرة القدم. يسع الملعب لجلوس 20 ألف متفرج. يعتبر الملعب الرسمي الذي يخوض فيه نادي ناساف قرشي مبارياته المحلية والقارية.